# Tinh thư
Tinh thư hay cầu nhị rậm (danh pháp khoa học: Cosmostigma cordatum) là một loài thực vật có hoa trong họ La bố ma. Loài này được Jean Louis Marie Poiret mô tả khoa học đầu tiên năm 1804 dưới danh pháp Periploca cordata. Năm 2001 Marselein Rusario Almeida chuyển nó sang chi Cosmostigma.
Loài này phân bố trong khu vực từ Ấn Độ và Sri Lanka tới Đông Dương.